# 大隆水库
大隆水库是中华人民共和国海南省三亚市崖州区境内宁远河中下游的一座大型水库，是一座以防洪、供水、灌溉为主，结合发电等综合利用的多年调节水库。工程于2004年底开工，2008年工程全部通过验收。总库容4.68亿立方米，正常蓄水库容3.93亿立方米。大坝为碾压土坝，主坝最大坝高65.5米，坝顶宽9米，坝长535米。设有坝后引水式发电站，总装机容量6900千瓦，年发电量2891万千瓦时。水库承担着宁远河下游的防洪任务，并未三亚市区及中西部城镇供水，同时提供宁远河下游及附近沿海地区灌溉用水，保灌面积6613公顷。